# Gyrodactylus stephanus
Gyrodactylus stephanus är en plattmaskart. Gyrodactylus stephanus ingår i släktet Gyrodactylus och familjen Gyrodactylidae. Inga underarter finns listade i Catalogue of Life.